# Unimog 435
L' Unimog 435 est un véhicule de la série Unimog de Mercedes-Benz.

## Variantes

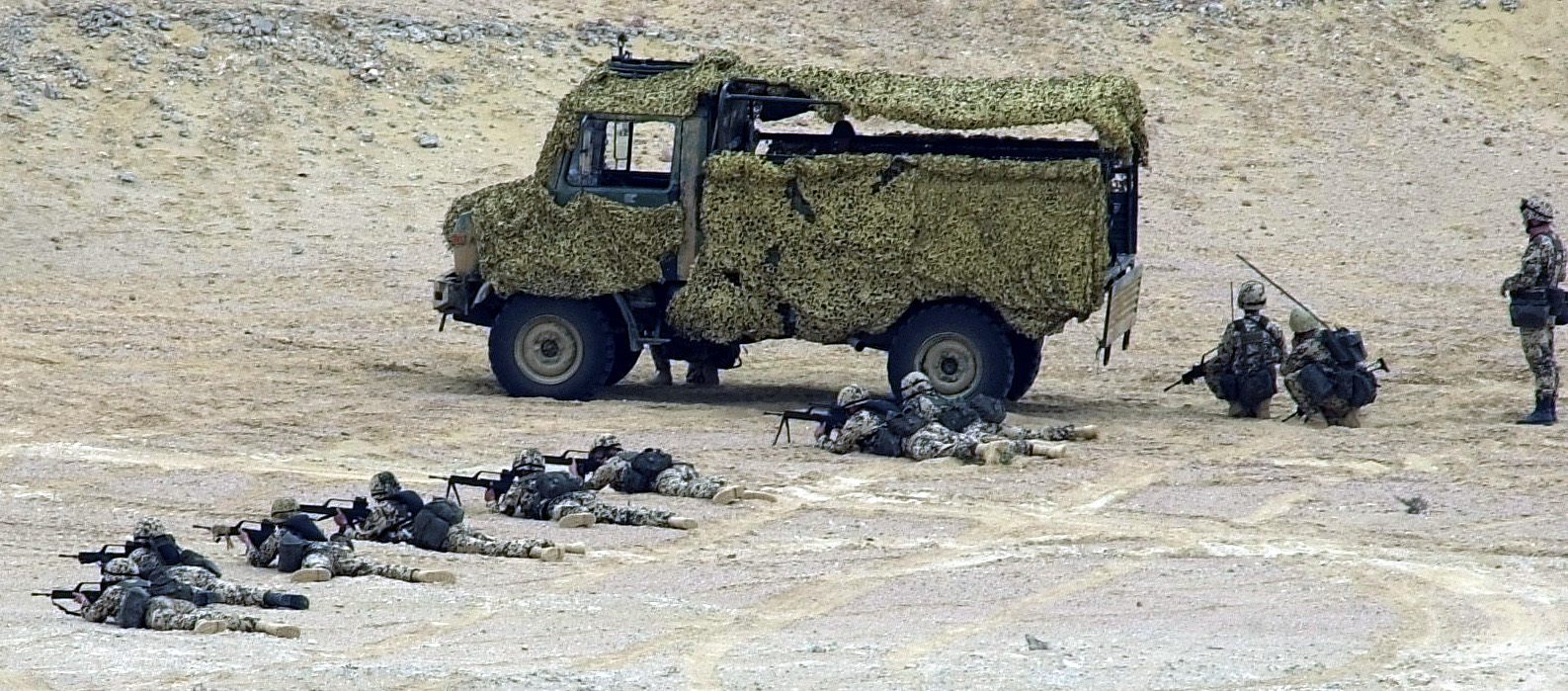
Infanterie motorisée de la Bundeswehr avec un camion U 1300 L en Égypte en 2001.

De 1975 à 1993, 30 726 véhicules ont été produits en huit variantes différentes dans l'usine Mercedes-Benz Unimog de Gaggenau.
Les véhicules ont été vendus comme Unimog U 1300 L et Unimog U 1700 L.
Le véhicule le plus vendu était le U 1300 L, qui a été construit comme véhicule spécial pour l’armée nationale de l'Allemagne, la Bundeswehr, et le service d'incendie allemand. 
Le successeur Unimog 437 d'aspect similaire est toujours en production. 
Les noms des véhicules Unimog peuvent créer de la confusion, l'U1300 appartient à l'Unimog 425, tandis que le U 1300 L appartient à l'Unimog Série 435.